# Farkas Tamás (színművész)
Farkas Tamás (Baja, 1951. május 27. –) magyar színművész.

## Életpályája
1969–1972 között a Nemzeti Színház stúdiójában tanult. 1972–1977 között az Állami Déryné Színház, 1977–1979 között a debreceni Csokonai Színház tagja volt. 1979–1982 között szabadfoglalkozású volt. 1982–1989 között a békéscsabai Jókai Színház, 1989–1992 között a Népszínház színésze volt. 1992-től ismét szabadfoglalkozású. Rendszeresen szerepelt az Evangélium Színház, 2014-2024 között a Soproni Petőfi Színház előadásaiban. 2024-től az Újszínházban szerepel.

## Fontosabb színházi szerepei
- Poche, Chandebise (Feydeau: Bolha a fülbe)
- Dobcsinszkij (Gogol: A revizor)
- Ferdinánd (Háy Gyula: Mohács)
- Ifj. Biky (Barta): Szerelem)
- Káplán (Bródy: A tanítónő)
- Jasa (Csehov: Cseresznyéskert)

## Filmes és televíziós szerepei
- Doktor Balaton (2022)
- Magyar Passió (2021)
- Csonka délibáb (2015)
- Hacktion: Újratöltve (2013)
- Egy rém rendes család Budapesten (2006)
- Szomszédok (1988-1995)
- Bors (1971)